# Robeson-Kanal
Der Robeson-Kanal (englisch Robeson Channel) ist der nördlichste Teil der Naresstraße zwischen der kanadischen Ellesmere-Insel und Nordwest-Grönland. An seiner engsten Stelle beträgt die Entfernung zwischen den beiden Inseln von Kap Porter (Grönland) bis Kap Beechey 24 km, im Norden weitet sich die Meeresenge auf bis zu 80 km. Er verbindet den Kennedy-Kanal mit der zum Arktischen Ozean gehörenden Lincolnsee. Während kurzer Perioden im Sommer ist der Kanal nicht vollständig zugefroren und damit schiffbar.
Der Robeson-Kanal wurde 1861 von Isaac Israel Hayes entdeckt und 1871 von Charles Francis Hall mit der Polaris erstmals durchfahren. Erforscht wurde er von George Nares 1875/76. Diesem gelang auch die erste Durchfahrt von der Baffin Bay zur Lincolnsee auf der später nach ihm benannten Naresstraße. Der Kanal ist nach George M. Robeson benannt, dem US-Marineminister von 1869 bis 1877.